# Bokode

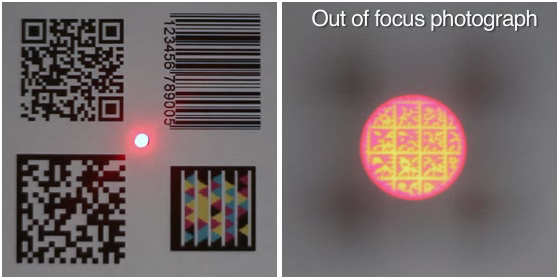
Un bokode (en rouge) entouré par quatre code-barres plus classiques pour comparaison. À gauche avec une mise au point ordinaire, à droite avec mise au point sur l'infini (Out of focus photograph) qui permet de visualiser le contenu du bokode

Un bokode est un type de code-barres bidimensionnels qui contient plusieurs centaines de fois plus d'informations qu'un code-barres simple. Ce système, dont le nom est issu d'un jeu sur les mots bokeh (un terme photographique) et code-barres, a été développé[Quand ?] par une équipe du  MIT. De forme circulaire et pourvu d'un diamètre de 3 mm, le bokode est plus petit qu'un code-barres simple. Il est constitué d'une LED, recouverte d'un masque et d'une lentille. Cette nouvelle forme de code-barres est lisible sous différents angles et à 4 mètres de distance par un  téléphone mobile équipé d'un capteur vidéo. Le coût de production est élevé étant donné le besoin en énergie d'une LED, mais il existe des prototypes qui reposent simplement sur la réflexion de la lumière.